# نیکولتا استفانووا
نیکولتا استفانووا (انگلیسی: Nikoleta Stefanova؛ زادهٔ ۲۲ آوریل ۱۹۸۴) یک بازیکن تنیس روی میز اهل بلغارستان است.